# Dylan Aquino
Dylan Fabricio Aquino (ur. 4 czerwca 2005 we Florencio Varela) – argentyński piłkarz występujący na pozycji skrzydłowego, od 2023 roku zawodnik Lanús.